# Röthpfuhl
Der Röthpfuhl ist ein See bei Ladenthin im Landkreis Vorpommern-Greifswald in Mecklenburg-Vorpommern.
Das etwa 0,5 Hektar große Gewässer befindet sich im Gemeindegebiet von Grambow, einen Kilometer südwestlich vom Ortszentrum in Ladenthin entfernt. Der See hat keine natürlichen Ab- oder Zuflüsse. Die maximale Ausdehnung des Röthpfuhls beträgt etwa 120 mal 60 Meter.